# Inschriftenstein von Suvasa
Koordinaten: 38° 38′ 57,2″ N, 34° 17′ 23,1″ O

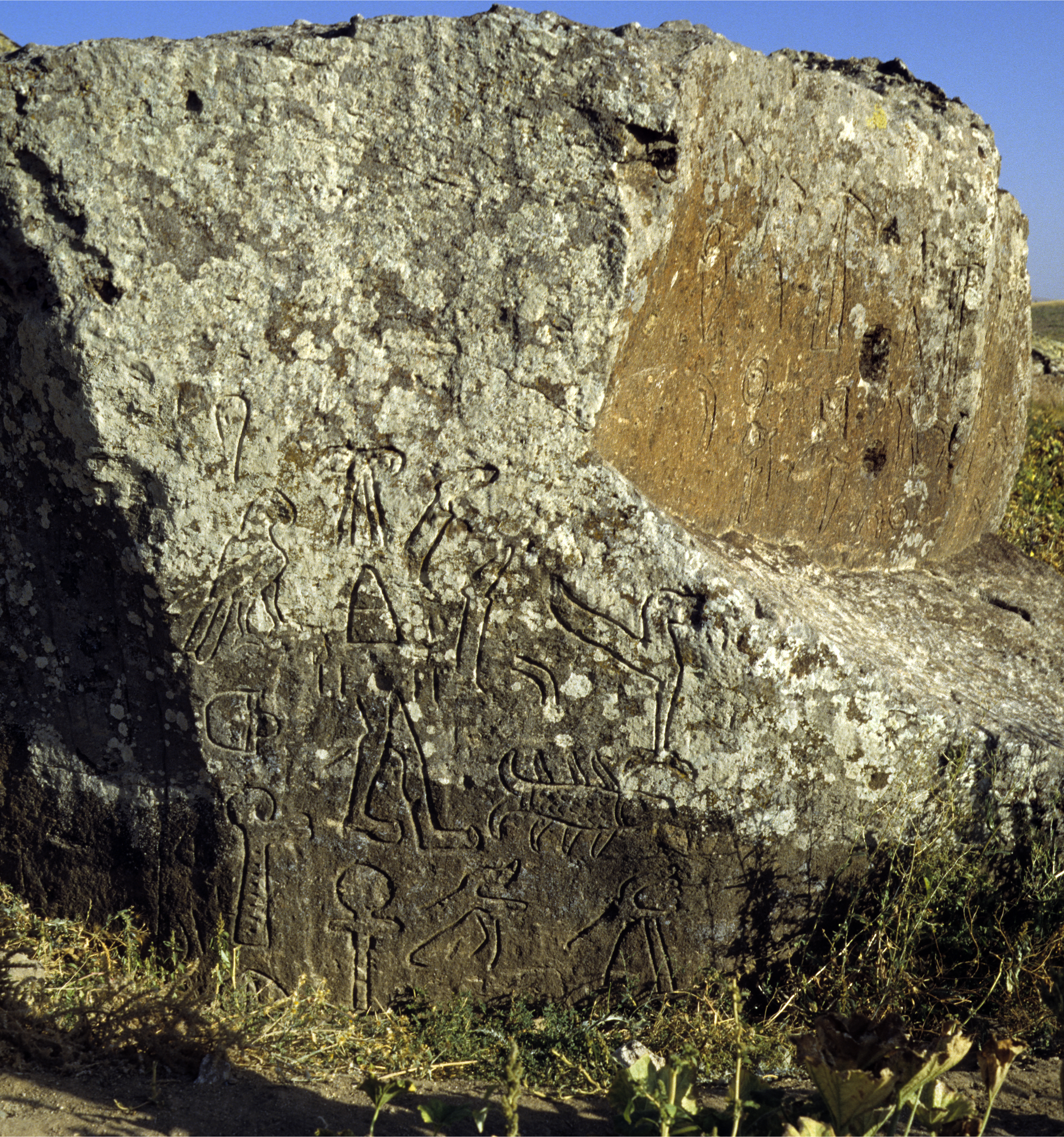
Inschriftenstein von Suvasa, Inschrift C

Der Inschriftenstein von Suvasa in der türkischen Landschaft Kappadokien enthält eine Inschrift in luwischen Hieroglyphen aus dem 8. Jahrhundert v. Chr.

## Lage
Der Stein liegt auf einem Feld etwa 1,5 Kilometer südwestlich des Ortes Gökçetoprak (früher Suvasa, auch Sivasa) im Landkreis Gülşehir der zentraltürkischen Provinz Nevşehir, somit im Westen der historischen Landschaft Kappadokien. Das ebene Gelände wird hier von einzelnen flachen vulkanischen Felsrücken durchbrochen. Einer davon liegt südlich der nach Ortaköy im Westen führenden Straße, vor seinem westlichen Hang liegt der Hieroglyphenstein.

## Beschreibung

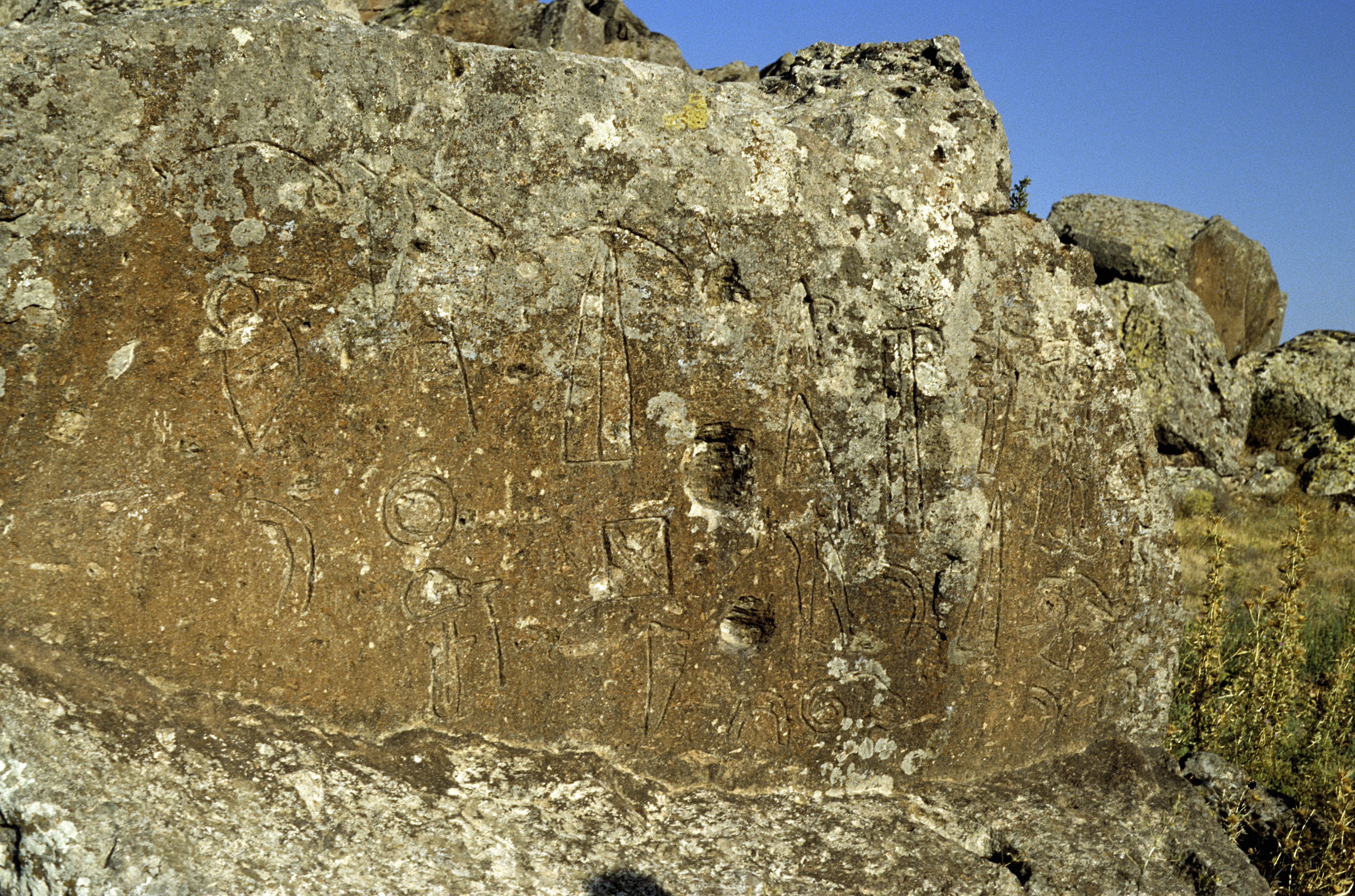
Inschrift B

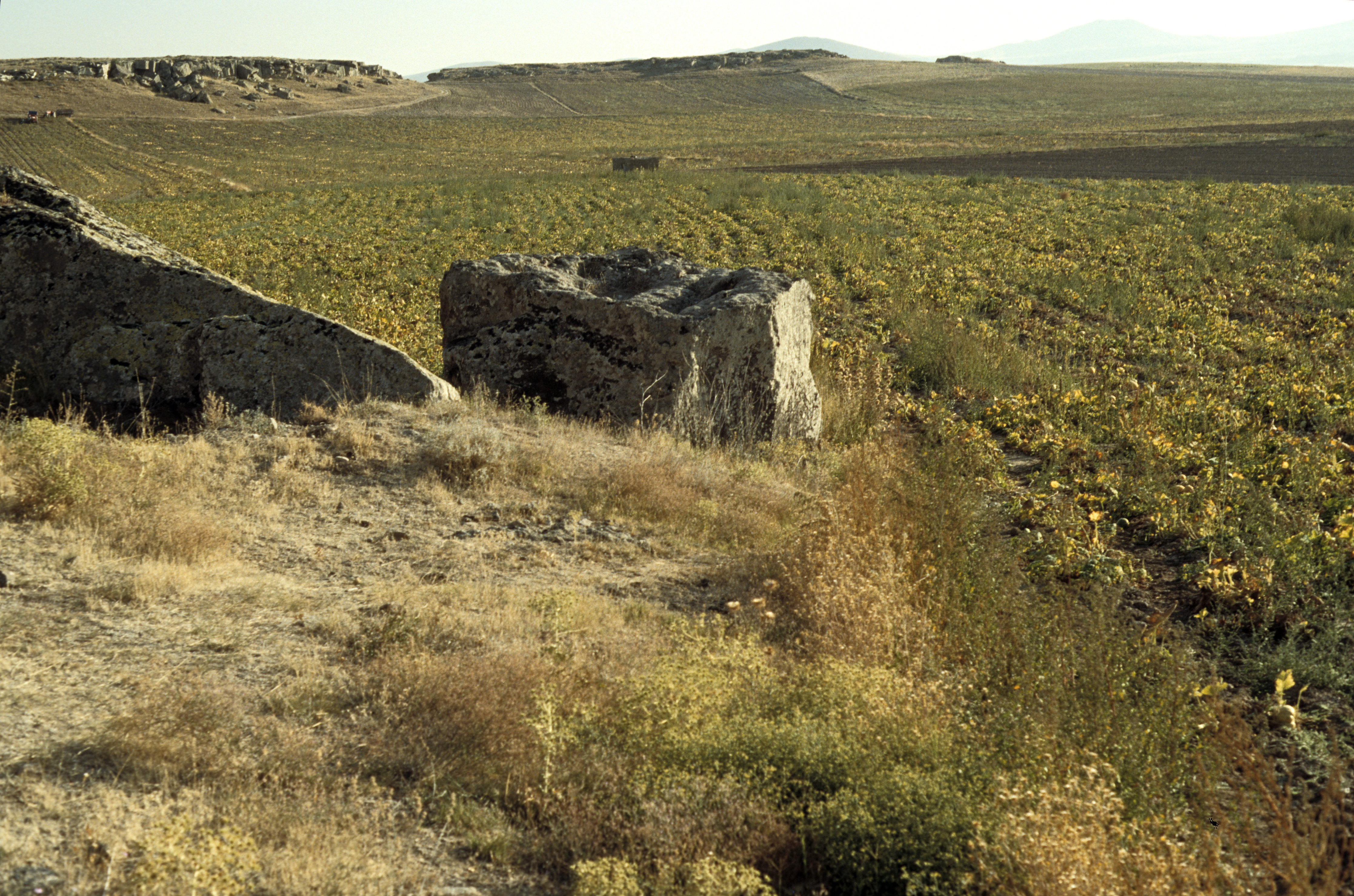
Oberfläche mit Vertiefungen

Der Trachytblock hat eine Grundfläche von 6,0 × 3,8 Metern und ist 4,2 Meter hoch. Er hat die Form eines Sitzes und scheint sich an seinem Ursprungsplatz zu befinden. Die Theorie, dass er durch ein Erdbeben vom Hügel herabgerollt sein könnte, wird ausgeschlossen, da die Schriftzeichen, die aufrecht stehen, keinerlei Beschädigungen aufweisen. Die beiden Flächen, die Sitz und Lehne entsprechen, sind vermutlich künstlich eingeschnitten, die übrigen Flächen sind natürlichen Ursprungs. Auf der Oberfläche sind vier Vertiefungen zu erkennen, deren Bedeutung unklar ist. Eine von Rossner vermutete Funktion als Schalen für Trankopfer lehnt Ehringhaus ab und schlägt stattdessen vor, dass sie möglicherweise der Aufnahme einer Statue in der Mitte und zweier kleinerer Figuren gedient haben könnten.
Alle Seiten außer der etwa nach Osten gerichteten Rückseite sind mit Hieroglyphen beschriftet. Sie werden in vier Abschnitte aufgeteilt: A bezeichnet die nach Süden weisende Inschrift, die als einzige nur geritzt und schlecht zu lesen ist, B ist die Inschrift auf der nach Westen gerichteten Lehnenfläche, C und A sind zwei Schrift-Abschnitte auf nach Nordwesten beziehungsweise nach Nordnordwesten zeigenden Seitenflächen. Alle Inschriften sind linksläufig zu lesen, mit Ausnahme von Inschrift D, die bustrophedon geschrieben ist. Die folgenden Übersetzungen sind von Frank Starke für Horst Ehringhaus’ Band über die luwischen Felsreliefs in Kleinasien erstellt:
- Inschrift A hat lediglich einen unvollständig erhaltenen Ortsnamen zum Inhalt.
- Inschrift B: Sarija, Priester des Sarruma, des überlegenen Königs, Großer der Mundschenke in Gegenwart Wasusarmas, des Großkönigs, des Helden
- Inschrift C: …tawa, Tatas Sohn, huldvoll ausgezeichneter Diener Wasusarmas, des mit Regierung ausgestatteten Mannes, …und Großkönigs
- Inschrift D: Kuwala(na)zidi …Großer der Hundert …

Wasusarma war der letzte luwische Herrscher des Königreichs Tabal, er regierte von 738 bis 730/29 v. Chr. In der Inschrift stellen sich drei seiner Bediensteten mit Titulatur und ihrem Verhältnis zum Großkönig vor. In Tabal wurde in stärkerem Maß als in den anderen Nachfolgestaaten des hethitische Großreichs dessen Tradition aufrechterhalten. Dies kommt beispielsweise in der Verwendung des Titels Großkönig zum Ausdruck, ebenso in der Bezeichnung Großer, ein Titel für Hofbeamte, der schon in hethitischen Texten aus dem 16. bis 13. Jahrhundert v. Chr. auftaucht. Die Großen bildeten im Großreich ein Verfassungsorgan, das in anderen späthethitischen Reichen des 1. Jahrtausends v. Chr. nicht mehr vorhanden ist. Auf die traditionelle Ausrichtung von Tabal weist ebenfalls die Verwendung von archaisierenden, sehr seltenen Silben- oder Wortzeichen in den Texten hin. Dazu gehören beispielsweise der Vogel und der Fisch in Inschrift C, die aus anderen Inschriften kaum oder gar nicht bekannt sind. Gleiches gilt für die etwa 25 Kilometer südöstlich liegende Felsinschrift von Topada, deren Verfasser der hier erwähnte Wasusarma ist. Die Stele von Kayseri und die von Sultanhanı sind ebenfalls von Untertanen des Wasusarma erstellt.
Eine Siedlung in der Nähe des Steins ist nicht bekannt, es gibt auch kein Trinkwasser in der näheren Umgebung. Im Rahmen von Grabungen, die seit 2007 auf einem Siedlungshügel sechs Kilometer südwestlich stattfinden, kamen im nahegelegenen Ort Ovaören zahlreiche Fragmente zu Tage, auf denen, ebenfalls in luwischen Hieroglyphen, der Name Wasusarmas erwähnt wird.

## Forschungsgeschichte
Die Inschrift wurde im November 1906 von dem deutschen Archäologen und Kunsthistoriker Hans Rott entdeckt und 1908 von Leopold Messerschmidt veröffentlicht. 1934 besuchte Bedřich Hrozný, der Entzifferer der hethitischen Sprache, den Ort. Er deutete den Stein als Altar und legte einige bis dahin unentdeckte Schriftzeilen frei. Der Altorientalist Ignace Gelb fertigte 1935 Photographien des Steins an. 1989 erforschte der Hethitologe John David Hawkins die Inschrift und veröffentlichte seine Übersetzung 2000 in seinem Corpus of Hieroglyphic Luwian Inscriptions.